# 鴨脷洲工業區

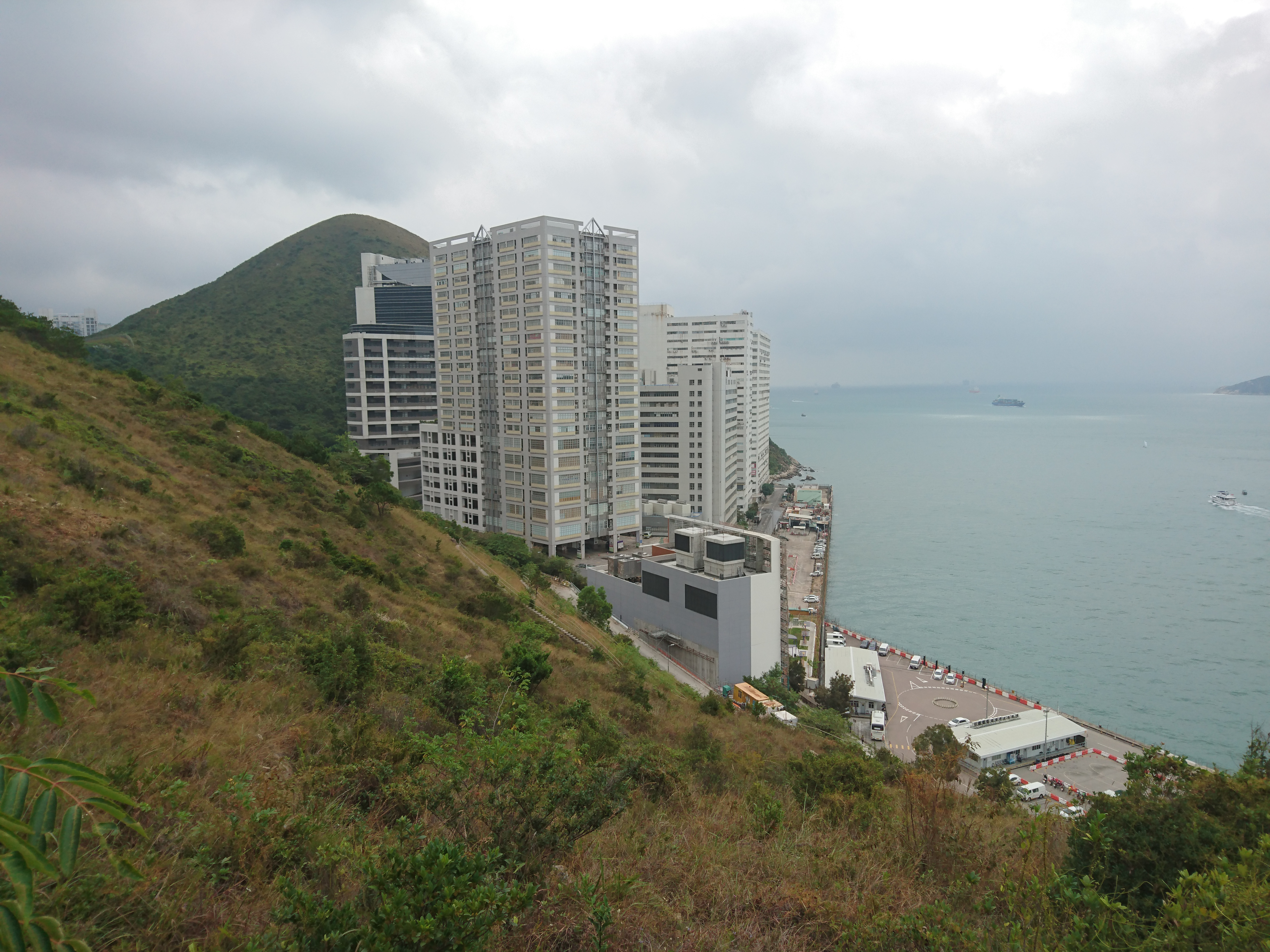
鴨脷洲工業區

鴨脷洲工業區（Ap Lei Chau Industiral Area），又名利南工業區（Lee Nam Industiral Area），是一個位於香港島鴨脷洲西南部的工業大廈群，位置比較偏僻的玉桂山西面，在一些細分的區域中（如巴士、區議會選舉），一般都會跟海怡半島視作同一區。
鴨脷洲工業區原址為人跡罕至的石灘，當局於1985至1987年在該處填海開闢工業用地，區內建築至1991至1993年才陸續落成啟用，而該工業區成為赤柱、淺、深水灣和舂坎角居民工作地點，僅次於黃竹坑和鰂魚涌。

## 區內設施

### 香港駕駛學院港島安全中心

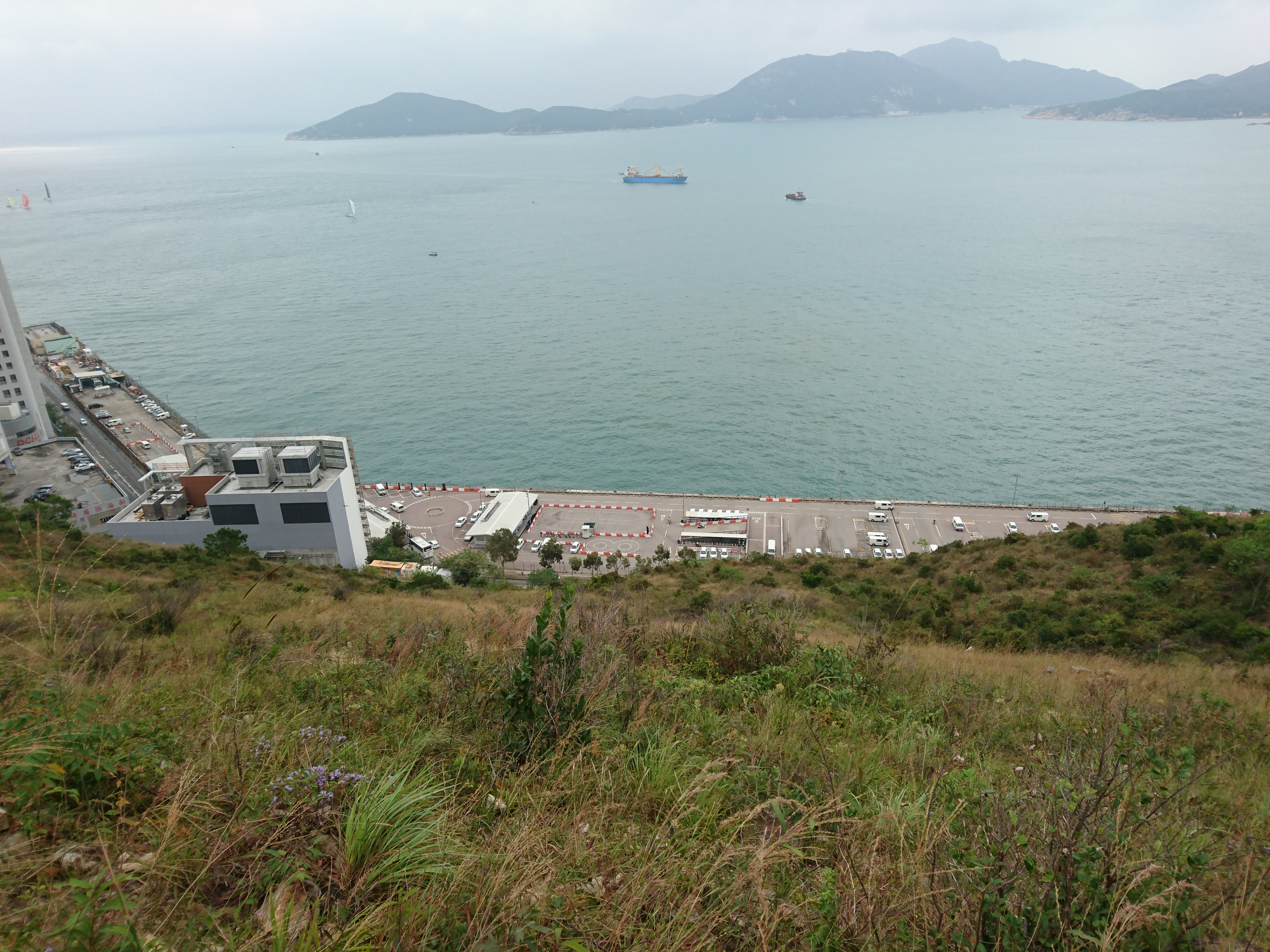
香港駕駛學院港島安全中心

香港駕駛學院港島安全中心是香港駕駛學院擁有的三間非佔用公共路面的安全駕駛中心之其中一間

### 新海怡廣場
新海怡廣場，舊稱海怡工貿中心，於1993年落成，原作為工業用途，2003年起開始改作購物中心之用。

### 大昌行汽車服務有限工司鴨脷洲服務中心
大昌行汽車服務有限公司鴨脷洲服務中心，由大昌行集團擁有，是一間已獲香港運輸署指定為汽車測試中心。

### 其它設施
- 電燈大樓 (利興街1號)
- 鴨脷洲工業邨分區電力站 (利興街15號)
- 港灣工貿中心 Harbour Industrial Centre (利興街10號)
- 海灣工貿中心 Oceanic Industrial Centre (利樂街2號)
- 鴨脷洲西岸工業邨熟食市場 (利樂街4號)

## 街道
- 利南道
- 利樂街
- 利榮街
- 利興街
- 利景街